# 헨리 이언 큐직
헨리 이언 큐식(Henry Ian Cusick, 영어 발음: /ˈkjuːsɪk/, 1967년 4월 17일 ~ )은 페루에서 태어난 영국의 배우이다. 스코틀랜드인 아버지와 페루인 어머니 사이에서 태어난 혼혈인이다. 미국 텔레비전 드라마 시리즈 《로스트》에서 데즈먼드 흄 역할을 맡은 것으로 잘 알려져 있으며 이를 통해 프라임타임 에미상 후보에 오르기도 하였다.

## 출연 작품

### 영화
- 리메모리: 기억추출 (2017) - 로턴 역
- 키메라 DNA 프로젝트 (2018, Chimera Strain)

### 텔레비전
- 로스트 (2005-10)
- 스캔들 (2012, 2015)
- 원 헌드레드 (2014-19)
- 맥가이버 (2020-21)
- 빅 스카이 (2022-23)